# جيمس دوسن
جيمس دوسن هو سياسي كندي، ولد في 5 يونيو 1823 في وولف آيلاند في كندا، وتوفي في 1886 في كندا بسبب سرطان المثانة. انتخب عضو برلمان مقاطعة أونتاريو.